# 马泰拉
马泰拉位于意大利南部巴西利卡塔大区，是马泰拉省的首府。這個小鎮所在的小峽谷是由Gravina （页面存档备份，存于）河的侵蝕而產生。
馬泰拉是因為Sassi 石窟民居的歷史而聞名於世，Sassi是意大利文石頭的意思。這裏的石窟民居自1993年起，與石頭教堂公園成為聯合國教育科學文化組織的世界遺產 （页面存档备份，存于）。

## 歷史
馬泰拉早在舊石器時代就已有人聚居。在公元前3世紀，古羅馬人創建此城。中世紀時代，馬泰拉被倫巴底人征服，成為貝內文托公國一部分。後來又成西西里王國一部分。在意大利統一後，於1927年，成為馬泰拉省首府。

## 电影取景
马泰拉的远古氛围吸引了众多电影大师来此取景。
| 年份   | 片名          | 导演                 |
| ------ | ------------- | -------------------- |
| 1964年 | 马太福音      | 皮埃尔·保罗·帕索里尼 |
| 1985年 | 大衛王        | 布鲁斯.贝雷斯福德    |
| 2004年 | 耶穌受難記    | 梅尔·吉布森          |
| 2006年 | 聖誕頌        | 凯瑟琳·哈德威克      |
| 2006年 | 凶兆          | 约翰·摩尔            |
| 2015年 | 咱们结婚吧    | 刘江                 |
| 2016年 | 少年彌賽亞    | 賽羅斯·諾羅斯泰      |
| 2016年 | 賓漢          | 提默·貝克曼比托夫    |
| 2017年 | 神力女超人    | 派蒂·珍金斯          |
| 2021年 | 007：生死交戰 | 凯瑞·福永            |

## 友好城市
- 维杰瓦诺
- 曼托瓦
- 卡塔赫纳
- 佩特拉
- 湯姆斯河
- 奥卢

## 圖片

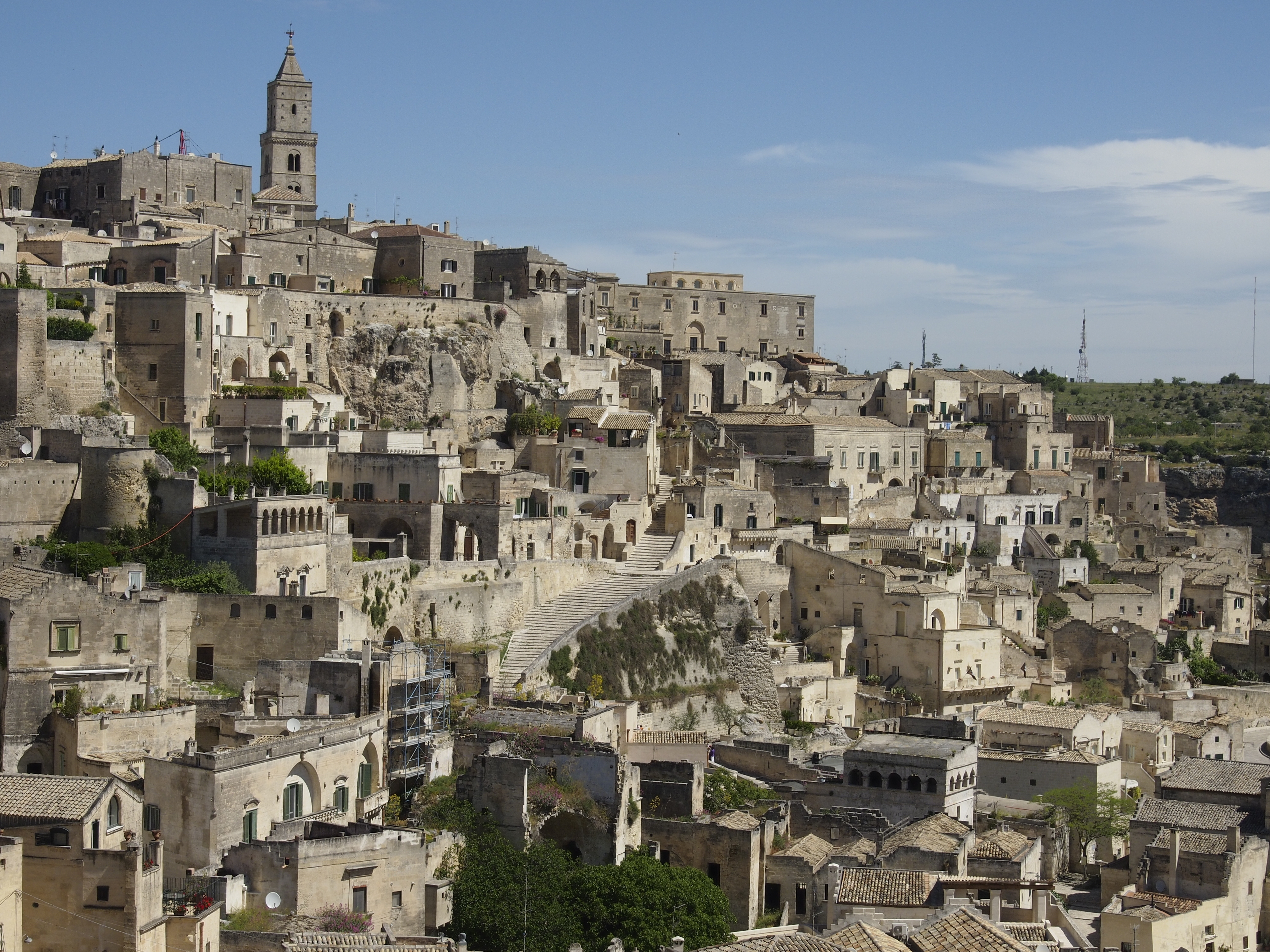
马泰拉洞窟民居
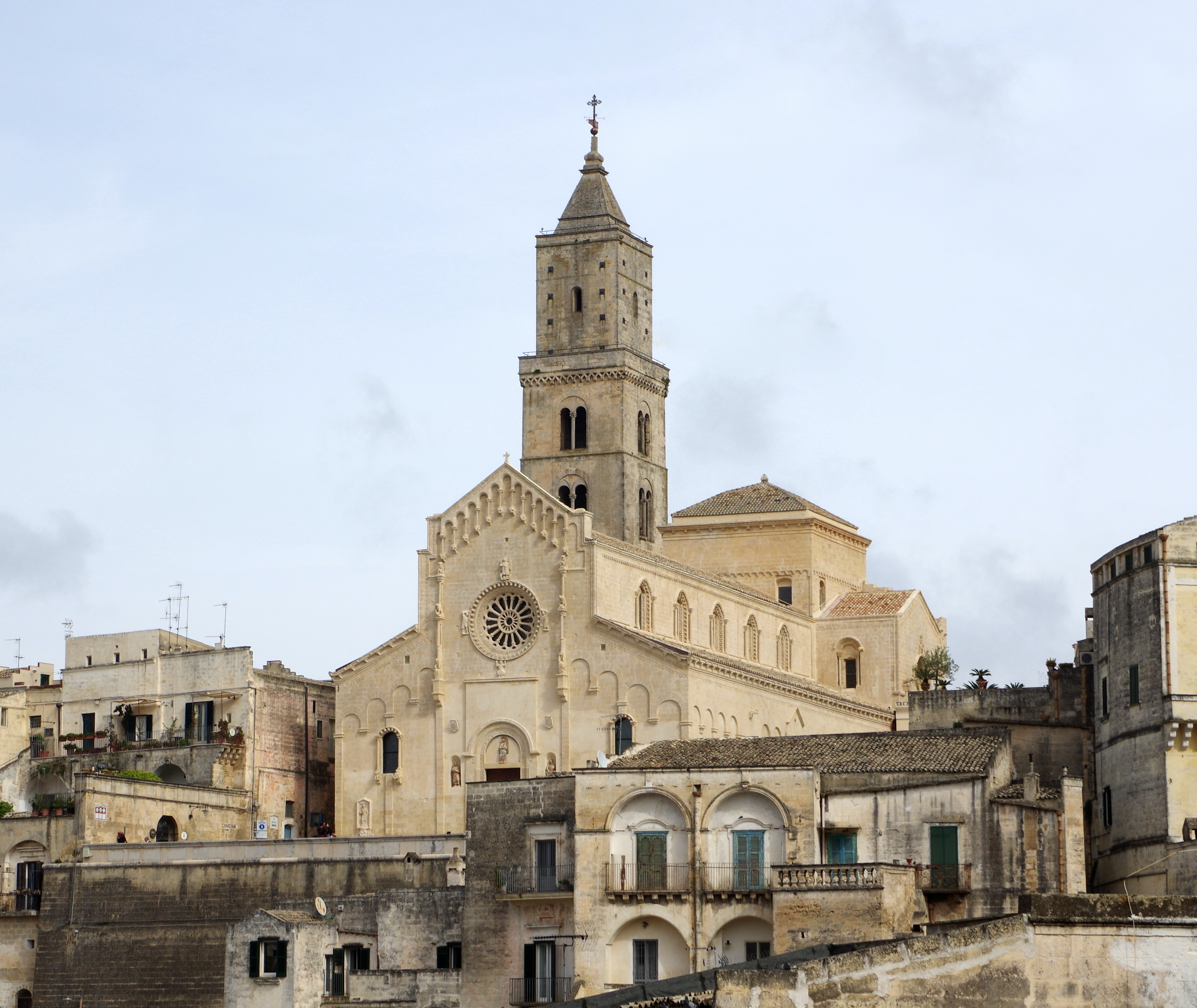
马泰拉主教座堂
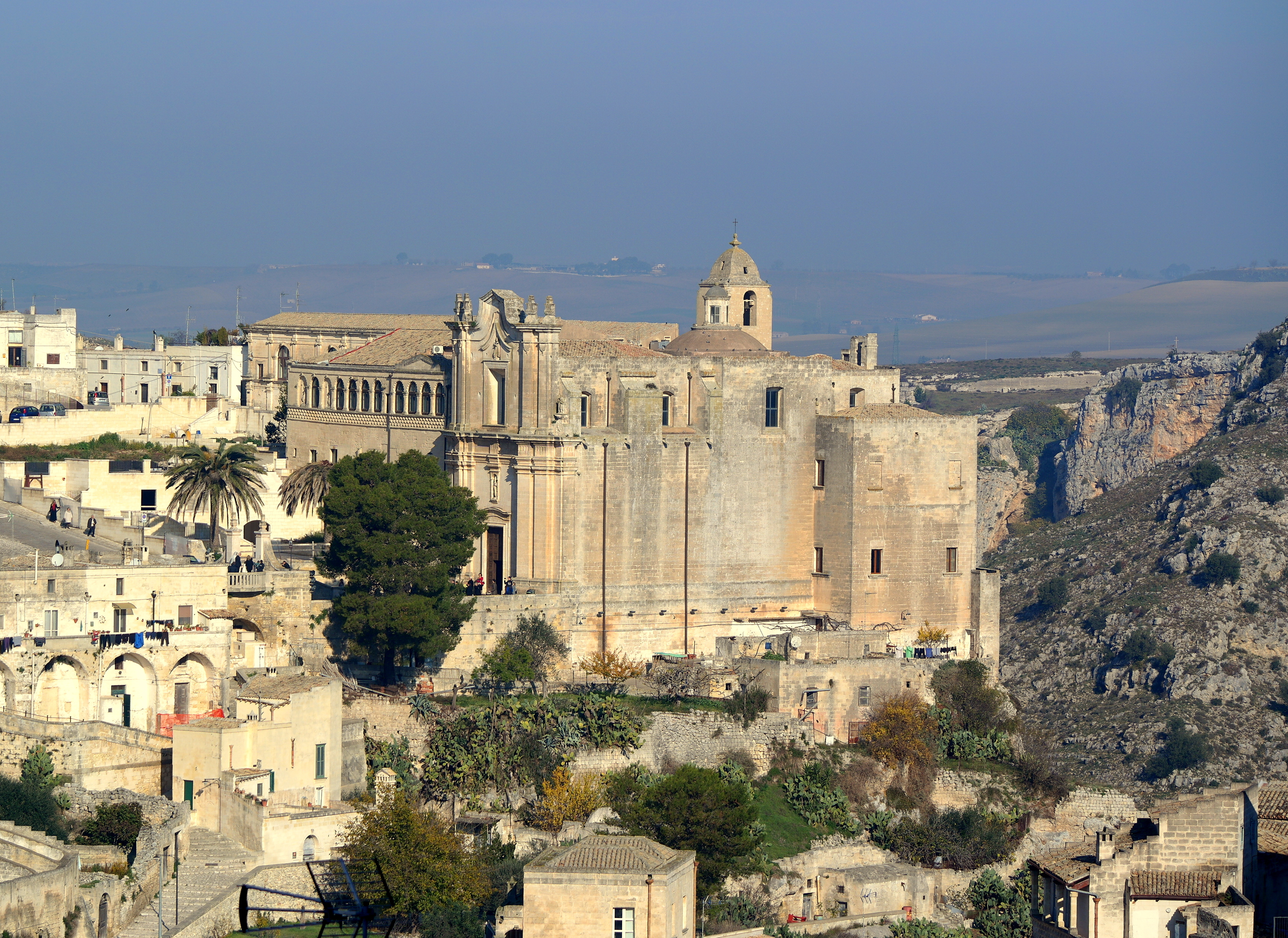
聖阿戈斯蒂諾教會
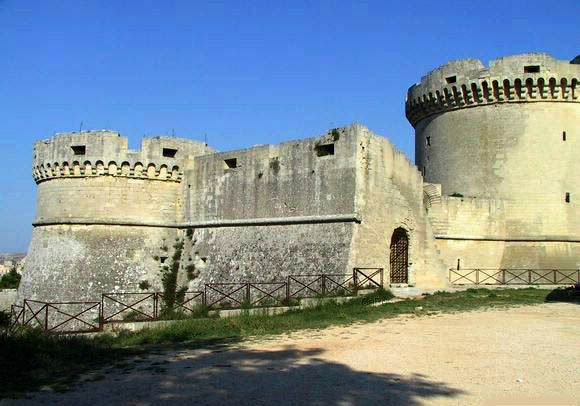
而特拉蒙塔诺城堡
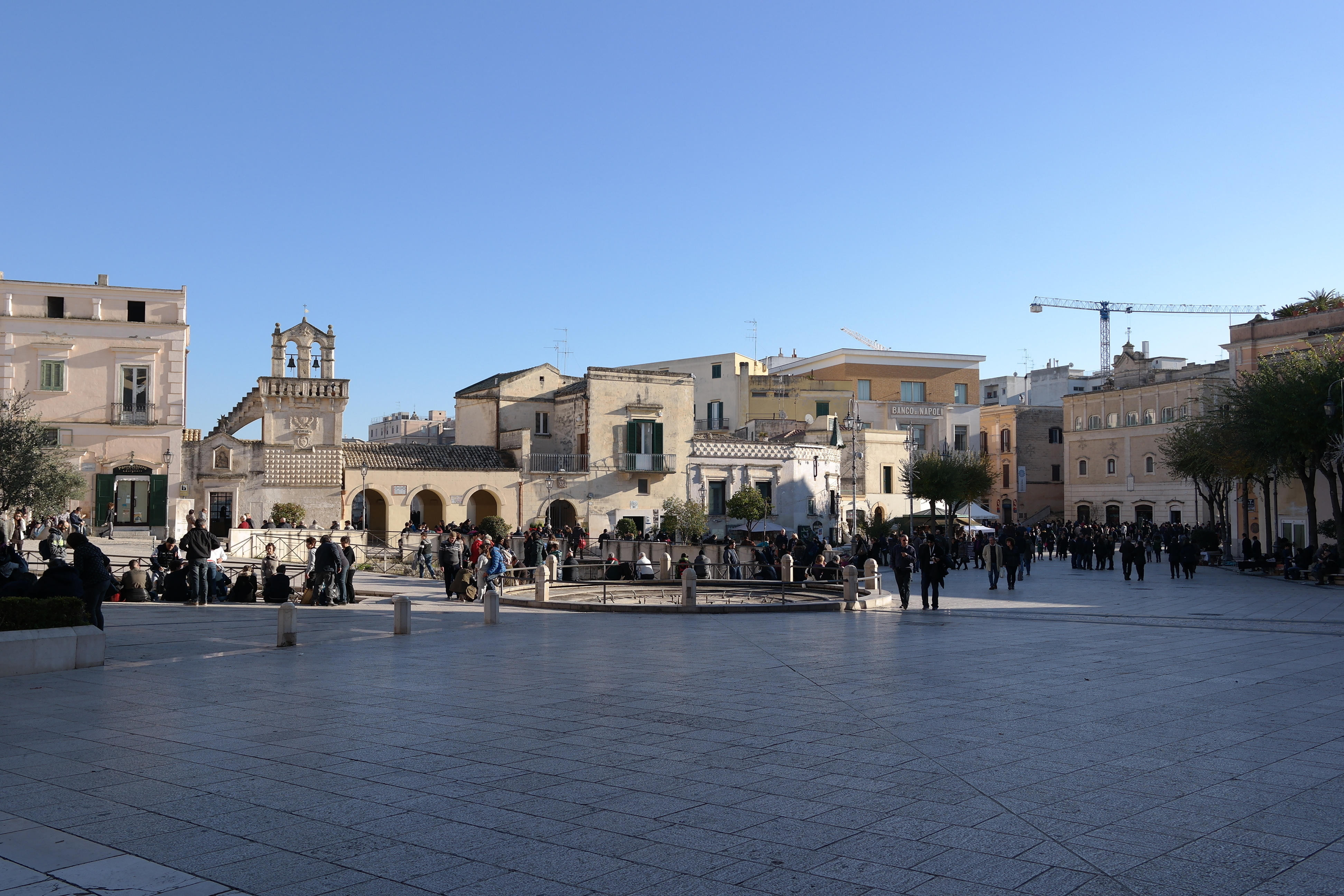
维托里奥· 威尼托广场
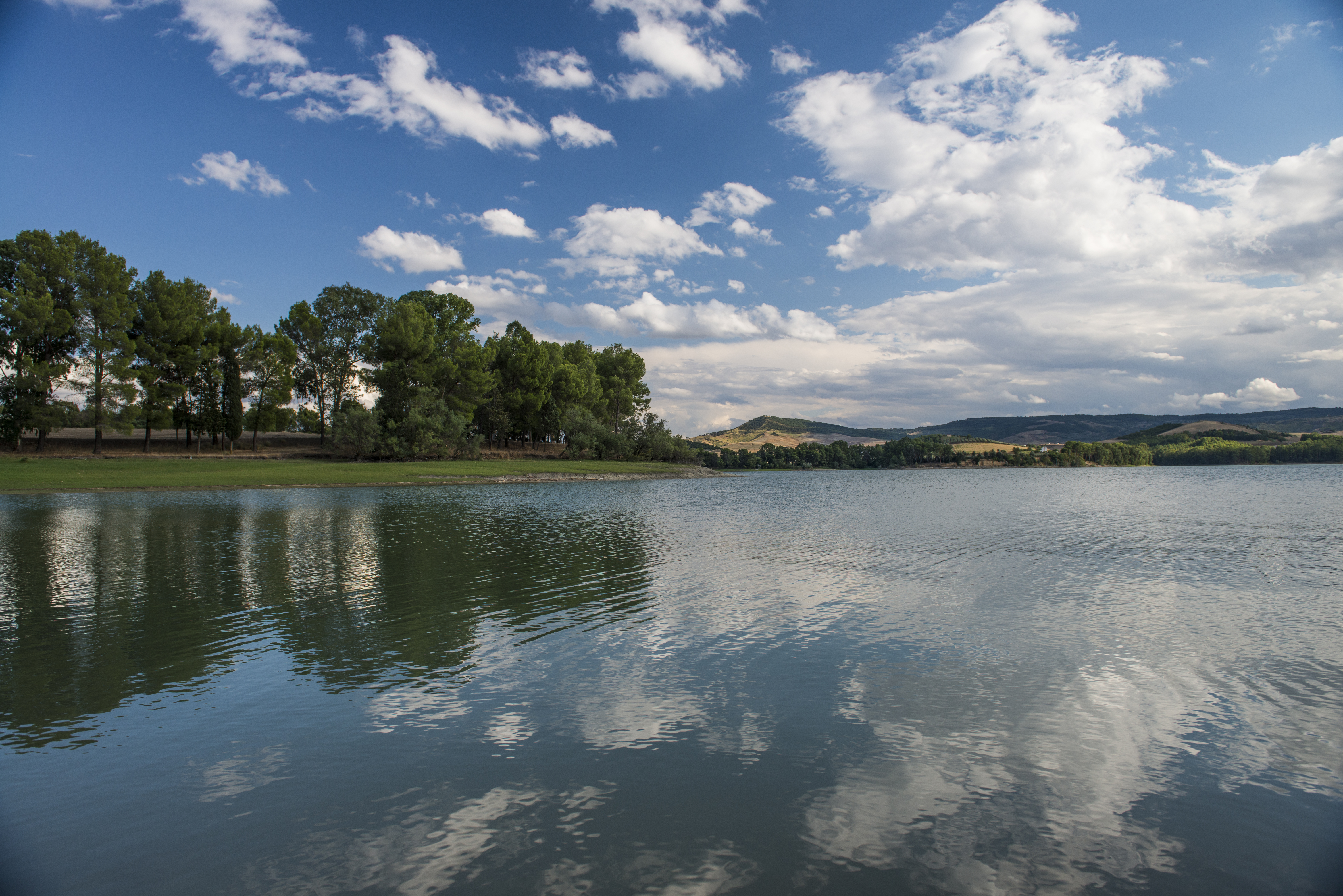
圣朱利亚诺湖